# Resolució 2145 del Consell de Seguretat de les Nacions Unides
La Resolució 2145 del Consell de Seguretat de les Nacions Unides fou adoptada per unanimitat el 14 de març de 2014. El Consell de Seguretat va ampliar la Missió d'Assistència de les Nacions Unides a l'Afganistan (UNAMA) durant un any, fins al 17 de març de 2015.

## Observacions
A final de 2014 hauria acabat el període de transició acordat a l'Afganistan i hauria començat una dècada de reformes amb prioritat per la seguretat, la governança, els drets humans, els drets de les dones, l'aplicació de la llei, el desenvolupament, la política de drogues i la corrupció. La situació de seguretat es mantenia precària. Els talibans, Al Qaeda, altres extremistes, grups armats, delinqüents i narcotraficants continuaven amenaçant a la població, els militars i els treballadors de l'ONU. Els grups terroristes també impedien que el govern afganès mantingués l'ordre i oferís protecció a la població, serveis bàsics i llibertats. La gent estava molt preocupada per l'elevat nombre de víctimes civils, provocades en gran part per aquests grups. També hi havia preocupació per l'augment de la producció d'opi des de 2013.
S'havien de celebrar eleccions presidencials l'abril de 2014 i estaven previstes eleccions parlamentàries pel 2015. A final de 2014, la responsabilitat de la seguretat de la ISAF seria transferida plenament a l'exèrcit afganès. El govern afganès i l'OTAN havien acordat que l'OTAN continuaria entrenant i ajudant a l'exèrcit afganès.

## Actes
El mandat de la UNAMA a l'Afganistan es va ampliar fins al 17 de març de 2015 amb la missió d'ajudar el país a organitzar les properes eleccions i ajuts d'emergència.